# Jacob Meijer
Jacob Meijer (conocido como Jaap Meijer; 20 de abril de 1905-2 de diciembre de 1943) fue un deportista neerlanés que compitió en ciclismo en la modalidad de pista.
Participó en los Juegos Olímpicos de París 1924, obteniendo una medalla de plata en la prueba de velocidad individual. Ganó una medalla de oro en el Campeonato Mundial de Ciclismo en Pista de 1925.

## Medallero internacional
| Juegos Olímpicos   | Juegos Olímpicos         | Juegos Olímpicos | Juegos Olímpicos         |
| Año                | Lugar                    | Medalla          | Competición              |
| ------------------ | ------------------------ | ---------------- | ------------------------ |
| 1924               | París (Francia)          | Medalla de plata | Velocidad individual     |
| Campeonato Mundial |                          |                  |                          |
| Año                | Lugar                    | Medalla          | Competición              |
| 1925               | Ámsterdam (Países Bajos) | Medalla de oro   | Velocidad individual (A) |